# Cadaverous Condition
Cadaverous Condition (v překladu z angličtiny mrtvolný stav) je rakouská neofolk/death metalová kapela ze Štýrského Hradce ve spolkové zemi Štýrsko založená roku 1990 kytaristou René Kramerem a zpěvákem Wolfgangem Weissem. V roce 1992 se k nim přidali bratři Dronebergerovi, Paul se chopil bicí soupravy a Peter se ujal baskytary. V této sestavě natočili debutové studiové album In Melancholy, které vyšlo v roce 1993.
Hudební styl Cadaverous Condition má dvě stránky, tou první a hlavní je old-school death metal přítomný u většiny skladeb, tou druhou je (neo)folk v kytarových skladbách doplněných deathovým growlingem. Sama kapela popisuje svůj styl jako death folk.

## Diskografie
Dema
- Cadaverous Condition (1990)
- Putrid Rest (1990)
- Let It Sleep (1991)

Studiová alba
- In Melancholy (1993)
- „for love“ I said (1995)
- The Lesser Travelled Seas (2001)
- What the Waves Were Always Saying (2003)
- To the Night Sky (2006)[2]
- Destroying the Night Sky (2008)
- Burn Brightly Alone (2011)

EP
- Eisbär 90210 (1995)

Kompilační alba
- Nostalgia (Diary 1990–1999) (2001)
- The Past Is Another Country (2004)
- Songs for the Crooked Path (2007)

Singly
- Lost Path (2016)

Live alba
- Live (2002)

Split nahrávky
- Tryst (1997) – společně s Toddem Dillinghamem
- Changes / Cadaverous Condition (2004) – společně s americkou neofolkovou kapelou Changes

Promo nahrávky
- Promo Tape 1992 (1992)

Kolaborační alba
- The Gardens and Graves (2015) – společná nahrávka Cadaverous Condition & Herr Lounge Corps
- The Breath of a Bird (2018) – společná nahrávka Cadaverous Condition & Herr Lounge Corps